# موراي بوين
موراي بوين (بالإنجليزية: Murray Bowen)‏ (و. 1913 – 1990 م) هو طبيب نفسي، ومعالج عائلي، ومعلاج تنظيمي، من الولايات المتحدة الأمريكية، ولد في تينيسي، توفي عن عمر يناهز 77 عاماً.

## التعليم
تعلم في جامعة تينيسي.

## مناصب وهيئات
أدار جامعة جورجتاون.